# Television South West
Television South West, TSW, var ITV-företaget för sydvästra England under elva år, från 1 januari 1982 till 31 december 1992.
TSW fick licensen eftersom det uppstått konflikter mellan föregångaren Westward Televisions ägare i London och ledningen i Devon. För att få inneha en ITV-licens var det viktigt att visa en säker fasad utåt, och IBA gillade inte bråken inom företaget. 1981 meddelade IBA att licensen inte skulle förnyas. Westward kunde då inte avsluta sin licensperiod och lämnade redan i augusti över till TSW (som dock fortsatte att använda namnet Westward till slutet av licensperioden).
Först hade TSW tänkt sig att förändra mycket i tablån, men man upptäckte att Westward och deras program var så pass förankarade i regionen att man valde att behålla dessa. För att markera att det var skillnad på TSW och föregångaren skapade man en logotyp, vinjett och grafisk utformning som skilde sig mycket mot föregångaren.
Företaget hade en tydligt uttalad regional profil och man producerade få program för resten av ITV-nätverket.
I och med att reglerna för licensutdelning till ITV-företag förändrades 1990 till budgivning förlorade TSW sin licens vid 1991 års licenstilldelning. Independent Television Commission (ITC, efterföljaren till IBA, numera Ofcom) ansåg att TSW:s bud var orealistiskt. Därför upphörde TSW:s sändningar vid midnatt 31 december 1992 och man lämnade över till Westcountry Television 1 januari 1993.
Vid förlusten av licensen biladade man South West Film and Television Archive som innehar Westwards och TSW:s arkiv.